# Војислав Туфегџић (новинар)
Војислав Туфегџић (Београд, 8. март 1962 — Београд, 1. јун 2024) био је српски новинар и коаутор документарца Видимо се у читуљи.

## Биографија
Туфегџић је рођен 8. марта 1962. године. Каријеру је почео да гради на Радио Београду, а био је и члан редакције Студента током осамдесетих година 20. века. Наставио је са радом на телевизији Б92 и Новом магазину. Био је сарадник многих часописа и новина, као што су Политика, Интервју, Грађанин, Блиц, Newsweek. Био је помоћник главног и одговорног уредника недељника Експрес.
Био је аутор више документараца, укључујући и Воља за невољом. Заједно са Александром Кнежевићем, написао је књигу Криминал који је изменио Србију, на темељу које је снимљен култни филм Видимо се у читуљи. Такође је аутор књига Видимо се у читуљи: 20 година после и Они су јачи од нас.
Истакао се као новинар који добро познаје некадашњи криминални миље у Србији и добитник је више награда и признања за свој рад у медијима.
Преминуо је 1. јуна 2024. године. Сахрањен је 7. јуна 2024. године на Новом бежанијском гробљу уз присуство многих пријатеља и колега.